# El viento
El viento (en inglés: The Wind, también denominada La rosa de los vientos) es una película muda de drama romántico estadounidense de 1928 dirigida por Victor Sjöström. La película fue adaptada por Frances Marion de la novela homónima de 1925 escrita por Dorothy Scarborough. Con Lillian Gish, Lars Hanson y Montagu Love, es una de las últimas películas mudas estrenadas por Metro-Goldwyn-Mayer y es considerada como una de las mejores películas mudas de la historia.

## Sinopsis
Una joven empobrecida llamada Letty Mason viaja al oeste en tren desde Virginia para vivir en el rancho aislado de su prima Beverly en Sweetwater, Texas. En el camino, le molesta el viento que sopla constantemente. El pasajero y comprador de ganado Wirt Roddy la conoce y le dice que el viento suele volver locas a las mujeres.
Al llegar, los vecinos más cercanos de Beverly la recogen, Lige Hightower y Sourdough, mayor y calvo, que viven a 15 millas de su prima. Wirt le asegura que pasará de vez en cuando para ver cómo está.
Después de interminables millas en la arena y el viento, llegan al rancho. Beverly está encantado de verla, pero su celosa esposa Cora la recibe con frialdad, a pesar de que Letty dice que ella y Beverly (que fue criada por la madre de Letty) son como hermanos. Cora se enoja aún más cuando a sus hijos parece gustarles más Letty.
En una fiesta, Sourdough le dice a Lige que tiene la intención de proponerle matrimonio a Letty. Lige explica que planeaba hacer lo mismo. Después de que pasa Wirt, un ciclón interrumpe las festividades. La mayoría de los invitados buscan refugio en el sótano, donde Wirt declara su amor por Letty y se ofrece a llevarla lejos del lúgubre lugar. Después de que pasa el ciclón, Lige y Sourdough hablan con Letty en privado. Cuando lanzan una moneda al aire para ver quién le pedirá su mano en matrimonio (Lige gana), Letty piensa que es solo una broma.
Luego, Cora exige que Letty abandone el rancho. Como no tiene dinero ni un lugar adonde ir, decide irse con Wirt, pero luego Wirt le revela que la quiere como amante y le informa que ya tiene esposa. Vuelve con Cora, quien le dice que elija entre sus otros dos pretendientes, y después se casa con Lige.
Cuando Lige la lleva a casa, besa a Letty por primera vez, pero su falta de entusiasmo es inconfundible. Empeorando por la bebida, él se vuelve más duro y ella le dice que lo odia. Él promete que nunca la tocará y tratará de ganar suficiente dinero para enviarla de regreso a Virginia. Mientras tanto, Letty trabaja en la casa, pero le molesta el viento siempre presente.
Un día, Lige es invitada a una reunión de ganaderos, quienes deben hacer algo para evitar morir de hambre. Letty, aterrorizada de quedarse sola con el viento, le ruega que la acompañe y él accede. Después de que ella no puede controlar a su caballo en el viento feroz, él la hace subir detrás de él en su caballo. Cuando se cae, Lige le dice a Sourdough que la lleve a casa.
Cuando los ganaderos regresan, traen un invitado no deseado, un Wirt herido. Después de recuperarse, Lige insiste en que participe en un rodeo de caballos salvajes para recaudar dinero para los ganaderos. Wirt lo acompaña, pero luego se escabulle y regresa con Letty. Fuera de sí por el miedo mientras soporta que la casa se sacuda por la peor tormenta de viento hasta el momento, Letty se desmaya poco después de la llegada de Wirt. Él la levanta y la lleva a la cama.
A la mañana siguiente, Wirt intenta persuadir a Letty para que se vaya con él, pero ella lo rechaza con frialdad. Él insiste, señalando que Lige los matará a ambos si se quedan. A medida que Wirt se vuelve más agresivo, Letty toma el revólver de Wirt de la mesa para defenderse. Confiado en que Letty no disparará, Wirt agarra el arma y se dispara, matándolo. Al principio sorprendida por la muerte de Wirt, Letty lo mira confundida a él y al arma que tiene en la mano; luego decide enterrarlo afuera.
Una vez que termina, vuelve a entrar en la cabina. El viento sopla con una furia aún mayor, y Letty mira con miedo creciente a través de una ventana mientras el viento descubre gradualmente el cuerpo de Wirt, aterrorizándola. Letty huye de la ventana, pero luego ve dos manos entrelazadas alrededor de la puerta de la cabaña tratando de abrirla a la fuerza; Letty histéricamente cree que Wirt ha regresado de entre los muertos y cae boca abajo de terror, con el rostro oculto, cuando alguien entra. Las manos le dan la vuelta y Letty mira hacia arriba con expresión de locura. Sin embargo, en realidad es Lige, quien ha regresado. Después de unos momentos, Letty recupera la cordura y reconoce a Lige; ella está tan contenta de verlo que besa frenéticamente a su esposo. Luego confiesa que mató y enterró a Wirt. Sin embargo, cuando Lige mira hacia afuera, el cadáver no se ve por ninguna parte. Él le dice a Letty que el viento puede eliminar las huellas cuando se justifica un asesinato. Él tiene suficiente dinero para despedirla, pero Letty declara que lo ama, que ya no quiere irse y que ya no le teme al viento ni a nada más.

## Reparto
- Lillian Gish como Letty Mason;
- Lars Hanson como Lige Hightower;
- Montagu Love como Wirt Roddy;
- Dorothy Cumming como Cora;
- Edward Earle como Beverly;
- William Orlamond como Sourdough.

## Producción
A Gish se le ocurrió la idea de hacer una adaptación cinematográfica de la novela The Wind, e Irving Thalberg inmediatamente le dio permiso para hacerlo. Gish recordó haber querido a Lars Hanson como su protagonista después de verlo en una película sueca con Greta Garbo. También asignó a Victor Sjöström como director. Sjöström dirigió a Gish antes en la película La mujer marcada de 1926.
La película se rodó parcialmente cerca de Bakersfield y el desierto de Mojave, California.
En la novela original, la heroína enloquece cuando el viento descubre el cadáver del hombre al que ha matado. Luego se adentra en una tormenta de viento para morir. Según Gish y la leyenda popular, el final original previsto para la película era un final infeliz, pero se cambió debido a que la poderosa oficina del este del estudio decretó que se filmara un final más optimista. Se rumorea que esta manipulación hizo que Sjöström regresara a Suecia. El biógrafo de Mayer rechaza esto debido a que no se sabe que el «final triste» exista de ninguna forma, escrita o filmada. Independientemente de si originalmente se pretendía un final infeliz, en la película resultante, el final «feliz» reemplazó al final original en contra de los deseos tanto de Lillian Gish como de Victor Sjöström.

## Lanzamiento
Aunque fue completada en el verano de 1927, el estudio retrasó el estreno de la película hasta el 23 de noviembre de 1928, un año completo después del estreno de The Jazz Singer, cuando el público quería películas sonoras. Gish recordó: «El señor Thalberg dijo que teníamos una película muy artística, que sabía que era un golpe velado.»

## Recepción

### Taquilla

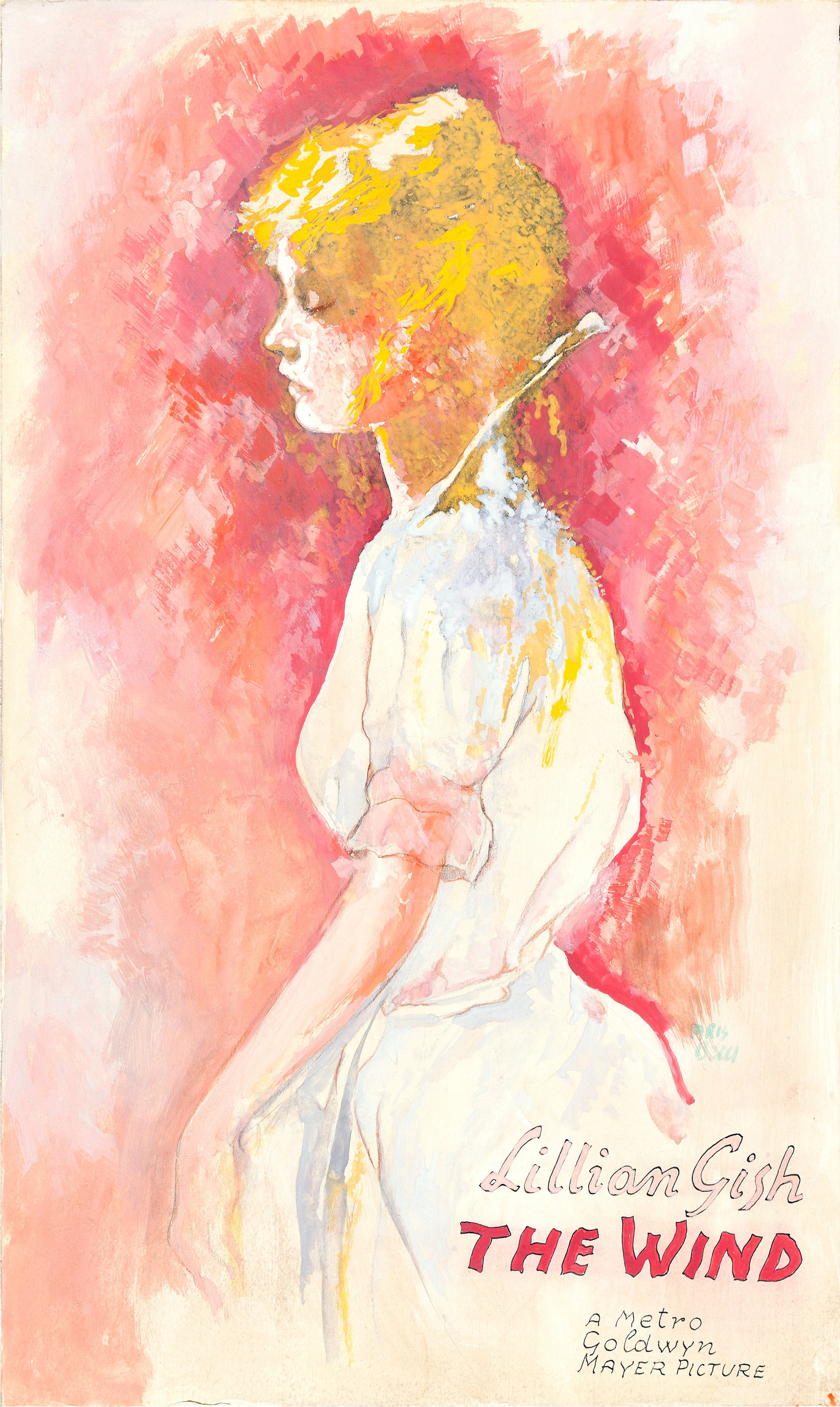
Cartel de estreno teatral alternativo

Los ejecutivos de Metro-Goldwyn-Mayer se encontraban nerviosos por estrenar la película y no lo hicieron durante un año completo hasta noviembre de 1928. Se estrenó con una partitura de Movietone y efectos de sonido para cines equipados con sonido, sin embargo, en ese momento, ya se estrenaban películas con todos los diálogos con sonido, lo que contribuyó a que El viento registrara una pérdida de $87 000.

### Crítica
El viento es considerada un clásico y una de las actuaciones más brillantes de Gish. Es la última película muda protagonizada por Gish, la última dirigida por Sjostrom y la última gran película muda estrenada por MGM. En su momento, fue criticada y aclamada simultáneamente por los críticos estadounidenses, y su lanzamiento tardío en los albores de la era del sonido contribuyó a una pérdida neta para la producción. Sin embargo, la película tuvo un importante éxito comercial y de crítica en Europa.
Cuando la película se estrenó por primera vez en 1928, muchos críticos la criticaron. Mordaunt Hall, crítico de cine de The New York Times, por ejemplo, fue muy crítico con la película y le resultó difícil suspender su incredulidad con respecto a los efectos especiales y la actuación de Lillian Gish. Escribió: «La lluvia de ayer por la tarde fue mucho más interesante que El viento. La lluvia era real y, a pesar del cielo bajo, había vida y color a tu alrededor. En la imagen, el viento, ya sea es una brisa o un ciclón, invariablemente parece una farsa, y Lillian Gish, la luz estelar de esta nueva película, frecuentemente posa donde el viento es más fuerte; durante uno de los primeros episodios ella pone su granito de arena para acentuar la artificialidad de esta historia al vistiendo el peor tipo de sombrero para un viento. Victor Sjöström insiste en sus puntos hasta que uno anhela solo una sugerencia de sutileza. La sonrisa siniestra del villano parece durar hasta su último aliento.»
Sin embargo, El viento ha ganado un importante prestigio de forma retroactiva.
El periódico británico The Guardian, en 1999, revisó el trabajo del director Victor Sjöström y escribió: «Y en Estados Unidos sus tres obras más famosas —El que recibe las bofetadas (1924), La mujer marcada (1926) y El viento (1928)— cada una trataba sobre el sufrimiento humano. El viento es casi seguro la mejor —una clásica muda, revivido en los últimos años por el productor y director Kevin Brownlow con una partitura de Carl Davis, que le dio a la gran Lillian Gish una de las mejores partes de su carrera [...] Sjöström trata el inevitable choque entre Letty y su nuevo entorno con considerable realismo y detalle, lo que permite a Gish la mayor libertad posible para desarrollar su actuación. Toda la película se rodó en el desierto de Mojave en condiciones de gran dureza y dificultad, y esto fue probablemente el primer 'wéstern' que procuró tanto la verdad como la poesía dramática. Uno de sus golpes maestros, que parece mucho menos tímido de lo que pueda parecer cualquier descripción, es el momento en que Letty alucina de terror al ver el cuerpo parcialmente enterrado de su atacante.»
En una retrospectiva de cine mudo, el Museo de Arte Moderno proyectó El viento e incluyó una reseña de la película en su programa. Escribieron: «Lo que hace que El viento sea una coda tan elocuente de su medio moribundo es la destilación de Sjöström y Gish de sus formas artísticas a la forma más simple y elemental: sin lujos. Sjöström siempre estuvo en su mejor momento como poeta visual de las fuerzas naturales que inciden en el drama humano; en sus películas, las fuerzas naturales transmiten drama y controlan el destino humano. Gish, superficialmente frágil e inocente, podría sondear las profundidades de su alma de acero y encontrar la voluntad de prevalecer. El genio de Sjöström y Gish llega a una confluencia culminante en The Wind. Gish es como cualquier mujer, sujeta a la brutalidad masculina más básica y, sin embargo, recién abierta a la posibilidad del romance. Como resultado, la película ofrece un momento cinematográfico por excelencia del arte más raro y trascendentalmente puro.»

## Legado
En 1993, la película fue seleccionada para su conservación en el Registro Nacional de Cine de Biblioteca del Congreso de Estados Unidos por ser «cultural, histórica o estéticamente significativa».